# Xilxes
Xilxes (en castellà i cooficialment, Chilches) és un municipi del País Valencià a la comarca de la Plana Baixa. Té 2.795 habitants (INE 2021).

## Geografia
Xilxes se situa entre la mar i les muntanyes, en un terreny pla del qual pren nom la comarca, la Plana. És una població de clima mediterrani. S'hi pot accedir des de Castelló de la Plana mitjançant la CV-10 i l'eixida 287 A; si s'hi vol accedir des de València, l'eixida és la 287 i després cal agafar la CV-23. També és possible arribar-hi en tren, amb el tren de rodalies Castelló-València de RENFE.
Municipis limítrofs
|                      | Nord: La Vall d'Uixó, Moncofa |                       |
| Oest: La Vall d'Uixó | Xilxes                        | Est: Mar Mediterrània |
|                      | Sud: La Llosa                 |                       |

## Història
L'origen del poblament és probablement romà, tenint en compte els vestigis d'una important vil·la descoberta en la partida de l'Alter, en una zona coneguda com a Els Sequers.
A Xilxes va aparéixer una excepcional estatueta de bronze representant el déu Mercuri, de gran qualitat tècnica i artística, datada de finals del segle i o al llarg del segle ii de la nostra era. Va ser adquirida pel Museu Municipal de Borriana, on es conserva actualment.
El nucli actual coincidix amb la ubicació d'una alqueria que els musulmans fortificaren i que Jaume I el Conqueridor va conquistar en 1238.
En 1526 els moriscs revoltats en la serra d'Espadà assaltaren la vila i la saquejaren. En 1583 va ser novament saquejada per pirates barbarescs, que passaren a degolla la població.
L'any 1646 Xilxes tenia 61 veïns i cap a les darreries del segle xviii havia pujat a 643 habitants, els quals augmentaren als 955 de l'any 1857, data del primer cens espanyol de la sèrie estadística. Va patir els estralls del còlera l'any 1885, però tot i això va assolir els 1.161 habitants segons el cens del 1910. Amb posterioritat, l'expansió agrícola va beneficiar el poble, però l'any 1938 fou devastat pel front de la Guerra Civil espanyola i en conseqüència, hagué de ser reconstruït.

## Demografia
L'expansió del taronger va fer pujar el nombre d'habitants a 1.323 en 1930, però la Guerra civil espanyola va destruir tres quartes parts del poble, que hagué de ser reconstruït per la Direcció General de Regions Devastades. Es va reconstruir l'església (d'estil neoclàssic), es van obrir dos nous carrers i es va alçar un nou Ajuntament, un grup escolar, un escorxador, un llavador públic i una carretera que en línia recta comunica el poble amb la mar. Normalitzada la situació, la població va créixer de manera moderada i en l'actualitat té uns 2.700 habitants.
| 1990  | 1992  | 1994  | 1996  | 1998  | 2000  | 2002  | 2004  | 2005  | 2006  | 2010  | 2012  | 2013  | 2014  | 2015  | 2016  | 2017  | 2018  | 2019  | 2020  | 2021  |
| ----- | ----- | ----- | ----- | ----- | ----- | ----- | ----- | ----- | ----- | ----- | ----- | ----- | ----- | ----- | ----- | ----- | ----- | ----- | ----- | ----- |
| 2.175 | 2.144 | 2.188 | 2.216 | 2.222 | 2.299 | 2.411 | 2.550 | 2.566 | 2.638 | 2.894 | 2.875 | 2.925 | 2.853 | 2.752 | 2.677 | 2.658 | 2.670 | 2.679 | 2.714 | 2.795 |

## Política i govern

### Composició de la Corporació Municipal
El Ple de l'Ajuntament està format per 11 regidors. En les eleccions municipals de 26 de maig de 2019 foren elegits 5 regidors del Partit Socialista del País Valencià (PSPV-PSOE), 4 del Partit Popular (PP), 1 de Ciutadans - Partit de la Ciutadania (Cs) i 1 d'Esquerra Unida-Seguim Endavant (EUPV).
| Eleccions municipals de 26 de maig de 2019 - Xilxes                                                                             |                                          |                                     |                                     |        |          |          |
| Candidatura | Candidatura                              | Candidatura                         | Cap de llista                       | Vots   | Vots     | Regidors |
| | Partit Socialista del País Valencià-PSOE |                                     | José Martínez Melchor               | 648    | 40,12%   | 5 (+1)   |
| | Partit Popular                           |                                     | Vicente Martínez Mus                | 592    | 36,66%   | 4 (-1)   |
| | Ciutadans - Partit de la Ciutadania      |                                     | Manuela Blasco Felip                | 138    | 8,54%    | 1 (+1)   |
| | Esquerra Unida-Seguim Endavant           |                                     | Erik Segarra Marco                  | 120    | 7,43%    | 1 ()     |
| | Altres candidatures                      |                                     |                                     | 111    | 6,87%    | 0 ( -1)  |
| | Vots en blanc                            |                                     |                                     | 6      | 0,37%    |          |
| Total vots vàlids i regidors | Total vots vàlids i regidors             | Total vots vàlids i regidors        | Total vots vàlids i regidors        | 1.615  | 100 %    | 11       |
| | Vots nuls                                | Vots nuls                           | Vots nuls                           | 12     | 0,74%    |          |
| Participació (vots vàlids més nuls)                                                                                             | Participació (vots vàlids més nuls)      | Participació (vots vàlids més nuls) | Participació (vots vàlids més nuls) | 1.627  | 78,83%** |          |
| Abstenció | Abstenció                                | Abstenció                           | Abstenció                           | 437*   | 21,17%** |          |
| Total cens electoral | Total cens electoral                     | Total cens electoral                | Total cens electoral                | 2.064* | 100 %**  |          |
| Alcalde: José Martínez Melchor (PSPV) (15/06/2019) Per majoria absoluta dels vots dels regidors (6 vots: 5 de PSPV i 1 d'EUPV)  |                                          |                                     |                                     |        |          |          |
| Fonts: JEC, JEZ Castelló, M. Interior, Periòdic Ara. (* No són vots sinó electors. ** Percentatge respecte del cens electoral.) |                                          |                                     |                                     |        |          |          |

### Alcaldes
Des de 2023 l'alcalde de Xilxes és Ismael Minguet Teresa del Partit Popular de la Comunitat Valenciana (PP).
| Període                       | Alcalde o alcaldessa      | Partit polític | Data de possessió | Observacions |
| ----------------------------- | ------------------------- | -------------- | ----------------- | ------------ |
| 1979–1983                     | Vicente Mecho Segarra     | UCD            | 19/04/1979        | --           |
| 1983–1987                     | Francisco Manzano Paradís | PSPV-PSOE      | 28/05/1983        | --           |
| 1987–1991                     | Francisco Manzano Paradís | PSPV-PSOE      | 30/06/1987        | --           |
| 1991–1995                     | Vicente Lapuerta Serra    | PP             | 15/06/1991        | --           |
| 1995–1999                     | Vicente Lapuerta Serra    | PP             | 17/06/1995        | --           |
| 1999–2003                     | Vicente Lapuerta Serra    | PP             | 03/07/1999        | --           |
| 2003–2007                     | Vicente Lapuerta Serra    | PP             | 14/06/2003        | --           |
| 2007–2011                     | Vicente Lapuerta Serra    | PP             | 16/06/2007        | --           |
| 2011–2015                     | Vicente Martínez Mus      | PP             | 11/06/2011        | --           |
| 2015–2019                     | José Martínez Melchor     | PSPV-PSOE      | 13/06/2015        | --           |
| 2019-2023                     | José Martínez Melchor     | PSPV-PSOE      | 15/06/2019        | --           |
| Des de 2023                   | Ismael Minguet Teresa     | PP             | 17/06/2023        | --           |
| Fonts: Generalitat Valenciana |                           |                |                   |              |

## Economia
Té una agricultura de regadiu. Els cultius que hi predominen són les hortalisses i les fruites, sobretot de tarongers. També hi ha altres activitats econòmiques, com ara, la indústria ceràmica, l'explotació de pedreres, les indústries de magatzematge i manipulació de fruites, i el turisme, entre d'altres.

## Monuments

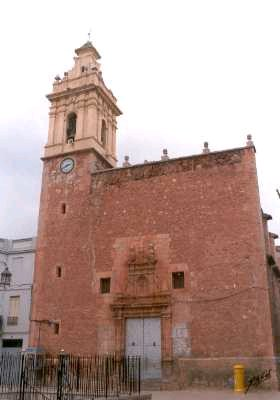
Església de l'Assumpció

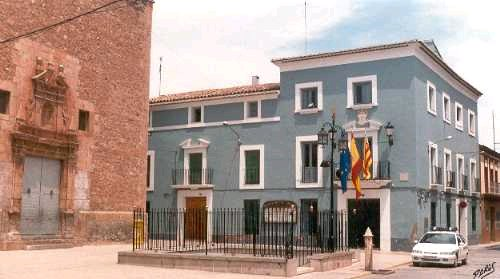
Font de la unió

L'ermita en honor del Crist de la Jonquera ha sigut reconstruïda recentment. Està a un quilòmetre del nucli urbà, en un lloc on la tradició conta que Pere i Joan Margallo, l'any 1625, van trobar una imatge del patró del municipi. Amb esta reconstrucció s'intenta recuperar una tradició religiosa de romeries i peregrinacions. La nova construcció ha permés la troballa de noves restes arqueològiques de l'antiga ermita, un edifici dels segles XIX i XX, del qual actualment sols se'n coneixia l'existència a través de les restes arqueològiques d'un mur de l'antiga ermita. Actualment estes restes han sigut cobertes per tal que es puguen conservar. La nova ermita és de planta de creu llatina romana.
El passeig marítim de Xilxes presenta una longitud d'1,5 km i una amplària de 16 m. S'hi combinen zones de pedra amb plantes autòctones adaptades a l'ambient marítim. Enclavada en el centre del passeig, destaca la plaça de l'Armada Espanyola, on se celebren balls i actuacions. Allà naix una passarel·la que entra cap a dins de la mar i acaba en un mirador de forma poligonal.
La plaça del Santíssim Crist de la Jonquera és la més gran del municipi. Presenta dos cerdes enjardinats, dotats de bancs per a poder seure, i grans arbres que proporcionen molta ombra a la plaça. La zona més gran està constituïda per quatre zones enjardinades i per una zona central destinada als xiquets que sovint servix d'escenari per a diferents actes festius. La zona més menuda de la plaça consta d'una pèrgola que protegix del sol. Hi trobem tipus variats de plantes, com ara rosers, palmeres, canyes de bambú, etc.
- L'església

Un dels monuments més importants que es conserven a Xilxes és l'església parroquial de l'Assumpció. D'estil barroc i neoclàssic, es començà a construir a finals del segle xvii, i ha patit variades modificacions. Una de les més importants es va dur a terme després de la Guerra Civil, per la Direcció General de Regions Devastades. La nau presenta capelles comunicades entre si, allotjades entre els contraforts, i està coberta per una volta de canó, sostinguda per pilastres d'orde compost romà.
A l'esquerra, l'església presenta la torre campanar de planta quadrada.
La major part de la decoració de l'interior és d'estil neoclàssic, i presenta abundància de florons, petxines, rocalls i medallons. L'actual retaule de l'altar major va ser construït amb un estil xorigueresc, després de la Guerra Civil. El retaule de l'altar del Crist de la Jonquera va ser construït l'any 1959. Està compost de fusta de pi blanc i recobert d'or fi de 22 quirats.
La font de la Unió és a la plaça d'Espanya. Data de l'any 1916 i va ser la primera font de Xilxes que va subministrar aigua potable, procedent de la font de la Llosa. Posteriorment la sequera acabà amb la font de la Llosa i com a conseqüència es va haver de tancar la font. L'any 1985 va ser reconstruïda. Tot el perímetre de la font està tancat amb una reixa metàl·liac amb dues portes. Presenta tres canelles o canons i actualment no dona aigua potable.

## Llocs d'interés

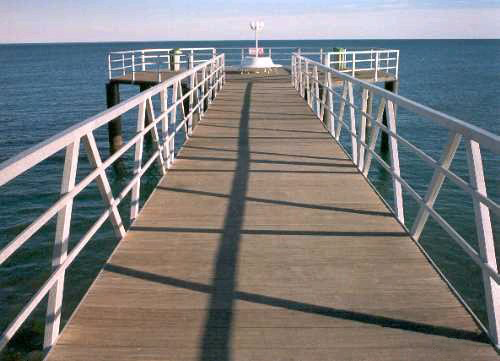
Mirador a la platga de les Cases

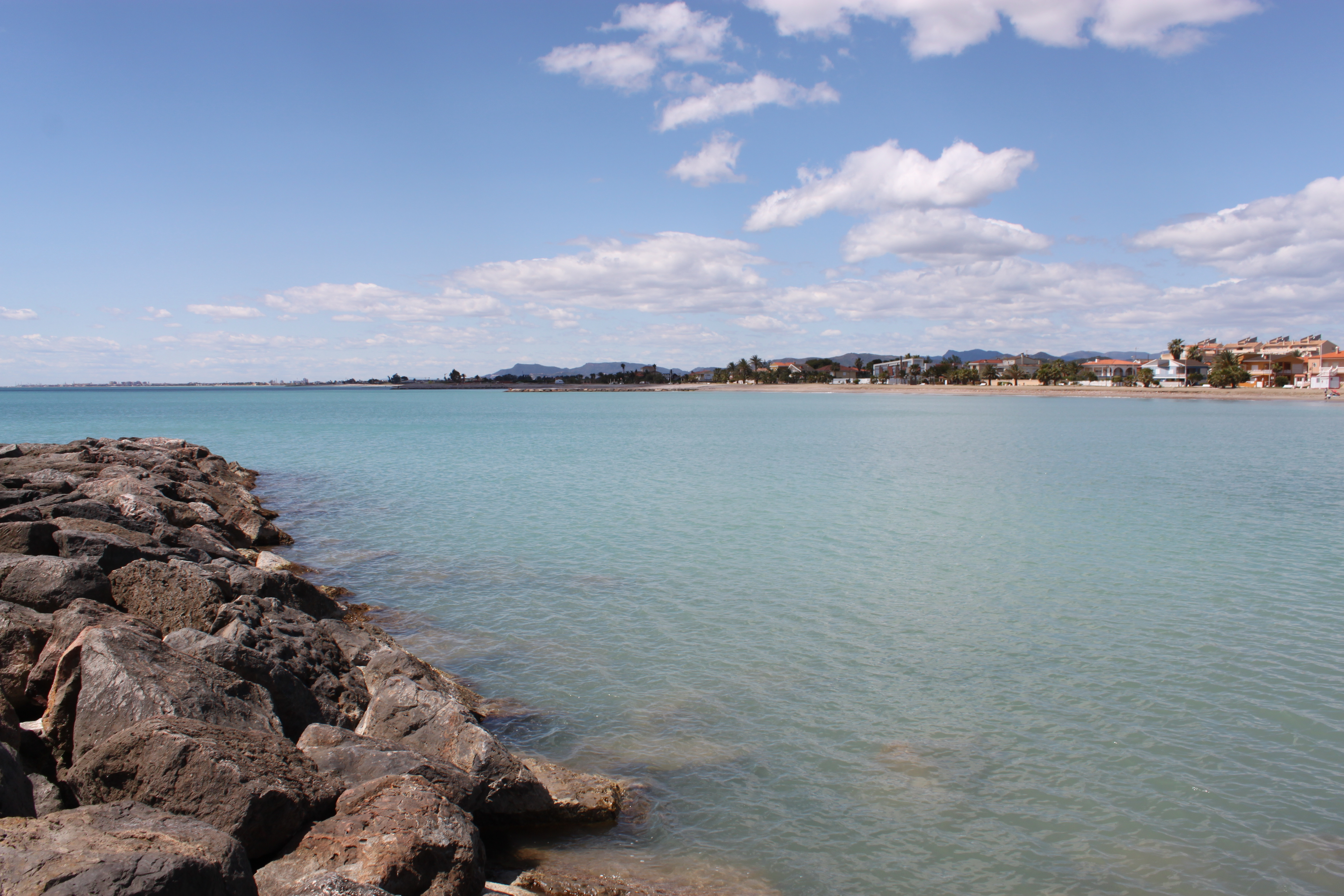
Platga del Cirerer.

La màxima aportació turística de Xilxes són les seues platges. Un bonic passeig s'estén al llarg de tota la costa, on sols una escullera separa la platja de les Cases i la del Cirerer. Les dues platges disposen de tota mena de serveis durant l'època estiuenca. A més a més, les dues tenen bandera blava, atorgada per la Unió Europea.
La Platja de les Cases és una platja oberta amb un poc de grava i delimitada per una escullera tant pel nord com pel sud. A més, té un mirador que entra uns quants metres dins la mar. La Platja del Cirerer és d'arena fina, és accessible per a minusvàlids i també està deimitada per esculleres.

## Festes, tradicions i gastronomia
Festes patronalsSe celebren en el mes de setembre en honor del Santíssim Crist de la Jonquera, el patró del poble. Segons la tradició, la seua imatge fou encontrada el dia 18 de gener de 1625 pels germans Pere i Joan Margalló en la partida de les Chovaes. Hi ha gran varietat d'espectacles de molta popularitat. Els més importants, entre d'altres, són la proclamació de la regina i la seua cort d'honor, cerimònies religioses en honor del patró del poble (processons, romeries i misses), orquestres, discomòbils, castells i mascletaes, parc infantil per als més menuts, esmorzars populars... Pel que fa als actes taurins, fan bous i vaques per la vila i bou embolat. També es fan concursos de tota mena: de paelles, de disfresses, de jocs populars, de tir i arrossegament i de tir al plat en el que pot participar tot el que vulga. També fan activitats esportives com ciclisme, pilota valenciana i futbol.
Festes localsSe celebren a mitjan abril, en honor de Sant Vicent Ferrer. Les organitza una comissió de clavaris i festers del poble de Xilxes. Els espectacles són quasi els mateixos que les que se celebren a setembre. A més dels actes religiosos com ara la missa i la processó, es fa el trasllat del sant a casa del clavari major i una ofrena en honor seu. Els actes taurins, els concursos i els deports que es fan són els mateixos que en setembre.
Festes en la marSe celebren en honor de Sant Roc a la mar, a mitjan agost. Les organitza una comissió de festes amb la col·laboració de l'ajuntament de Xilxes. Els espectacles són els mateixos que en les festes anteriors, sols que en les cerimònies religioses cal destacar la romeria de Sant Roc i el fet que comença en el poble i acaba en la mar, amb xarangues i dolçaines i tabalets. Els actes taurins i les activitats esportives són les mateixes, però sols fan concurs de paelles.

## Gastronomia típica
- Arròs caldós amb peix
- Arròs caldós amb conill
- Pastís de Glòria